# La Concepción
La Concepción é uma cidade venezuelana, capital do município de Jesús Enrique Lossada.